# Майданюк Степан Іванович
Степа́н Іва́нович Майданю́к (1899, село Северинівка, Брацлавський повіт, Подільська губернія — †23 листопада 1921, містечко Базар, Базарська волость, Овруцький повіт, Волинська губернія) — санітар лазарету 4-ї Київської дивізії Армії УНР, Герой Другого Зимового походу.

## Біографія
Народився 1899 року у селі Северинівка Брацлавського повіту Подільської губернії в українській селянській родині.
Закінчив сільську школу. Працював чорноробочим.
Не входив до жодної партії.
В Армії УНР із 1919 року.
Під час Другого Зимового походу — санітар лазарету 4-ї Київської дивізії.
Пораненим потрапив у полон.
Розстріляний більшовиками 23 листопада 1921 року у місті Базар.
Реабілітований 25 березня 1998 року.

## Вшанування пам'яті
- Його ім'я вибите серед інших на Меморіалі Героїв Базару.